# Data install
「Data install」意指為PlayStation Portable遊戲資料，安裝到「Memory Stick Pro Duo」之上的技術，該技術比較為人熟識的名字為CAPCOM名下的「Media Install」，但實際上「Data install」只是該等技術通稱，並沒有真正統一名字（原因後述）。

## 概述
PSP平台遊戲，因為媒體及PSP(PSP-1000/2000/3000機型)機能所限（主要為UMD光驅），向來有讀取過慢的惱人問題。一般而言，冗長的讀取時間會破壞玩家的興致。雖然部份開發廠商透過開發手段解決問題，如透過計算遊戲資料的讀取頻率，調整UMD光碟刻錄資料位置，以減少光頭移動及尋找資料頻率；以及索尼開發新型PSP，透過增加UMD光驅快取減少讀取UMD次數，但只能緩和UMD讀取速度問題。
隨著Memory Stick容量及普及性發展，有廠商想到以利用Memory Stick加快資料讀取的手段。Data install 用意，透過遊戲程式，先從UMD媒體下載相關的預讀資料到搭載PSP的Memory Stick Duo之上（以遊戲“Save Data”形式記錄），遊戲程式能藉此令讀取時間短縮，大幅強化原來遊戲只依靠UMD的讀取速度。一般預讀資料大小，由 64MB到 1GB 以上不等。一般預讀資料多預載語音或模型貼圖，一類頻繁讀取又大容量的資料。形式而言，狀況跟往年電腦遊戲，預先安裝遊戲資料到電腦硬碟上作法差不多。
此外，該等技術是針對擁有UMD光驅的PSP。由於新型PSP Go(PSP-N1000型)只使用內存快閃記憶體儲存遊戲，對比使用UMD版的舊型號機，讀取效率更高，故無需使用 Data Install機能。

## 發展
據記錄，最先採用這種形式的遊戲為Prototype公司於2007年末發售的移植遊戲《AIR》，當時預讀資料量為64 MB-120 MB不等。Prototype旗下公司稱該機能為 「Memory Stick 機能」。後來，CAPCOM的《魔物獵人攜帶版2nd G》亦推出命為「Media Install」的類似機能，後來更將有關名字註冊成商標。從此以後，陸續有不同遊戲廠商，陸續將類似功能載入到遊戲之上增加競爭力，而名字上也傾向採用 「Data Install」。
最近，Prototype 宣布移植遊戲《Little Buster ! Converted Edition》的PSP版，於新聞稿表示，該遊戲兩片組的UMD中的一片UMD為安裝光碟。其目的，是為了不破壞PSP便攜性為旨，無須轉換光碟片亦能享受完整的遊戲內容。

## 使用该技术的游戏

### 2007年發售
- 11月22日 AIR（Prototype（日语：プロトタイプ (企業)））64MB

### 2008年發售
- 3月27日 魔物獵人攜帶版2nd G（CAPCOM）580MB
- 5月29日 CLANNAD （Prototype（日语：Prototype (企業)））120MB
- 6月26日 神曲奏界ポリフォニカ 0 - 4話フルパック（Prototype（日语：Prototype (企業)））77MB
- 9月25日 Mana Khemia〜学園的錬金術士們〜PORTABLE+（日语：マナケミア 〜学園の錬金術士たち〜）（GUST）
- 10月24日 DJMAX Portable Clazziquai Edition (Pentavision)
- 11月20日 机动战士钢弹 钢弹 VS. 钢弹（日语：機動戦士ガンダム ガンダムVS.ガンダム）（南夢宮萬代）
- 11月27日 無雙OROCHI 蛇魔再臨（光榮）
- 12月18日 最終幻想 紛爭（史克威爾艾尼克斯）
- 12月24日 DJMAX Portable Black Square (Pentavision)

### 2009年發售
- 1月22日 Zill O'll Infinite Plus（日语：ジルオール）（光榮）
- 2月28日 星之夢（Prototype）
- 3月19日 智代After 〜It's a Wonderful Life〜 CS Edition（Prototype）
- 4月23日 绝体绝命都市3 -毁坏的城市语她的歌-（日语：絶体絶命都市3 -壊れゆく街と彼女の歌-）（Irem）300MB
- 8月20日 心之国的爱丽丝（日语：ハートの国のアリス 〜Wonderful Wonder World〜）（Prototype）
- 8月27日 劍魂 Broken Destiny（南夢宮萬代）
- 9月10日 MAPLUS Portable navigation 3（日语：MAPLUS ポータブルナビ3）（Edia（日语：エディア））
- 10月1日 跑車浪漫旅(PSP)（索尼電腦娛樂）
- 10月22日 真·三國無雙5 Special（光榮）
- 11月1日 女神異聞錄3 Portable（ATLUS）
- 11月12日 ja:Jリーグ プロサッカークラブをつくろう!6 Pride of J（世嘉公司）
- 11月26日 學園天堂 BOY'S LOVE SCRAMBLE!（Prototype）
- 11月26日 寒蟬黎明 攜帶版 MEGA EDITION（Alchemist）
- 12月3日 机动战士钢弹 钢弹 VS. 钢弹 NEXT（日语：機動戦士ガンダム ガンダムVS.ガンダムNEXT PLUS）（南夢宮萬代）267MB
- 12月3日 Phantasy Star Portable 2（日语：ファンタシースターポータブル2）（世嘉公司）170MB
- 12月23日 幸运☆星 网络偶像名师（日语：らき☆すた ネットアイドル・マイスター）（角川書店）

### 2010年發售
- 1月9日 王國之心 夢中降生（史克威爾艾尼克斯）
- 3月18日 钢弹突击求生战（日语：ガンダムアサルトサヴァイブ）（南夢宮萬代）
- 4月1日 职业棒球魂2010（日语：プロ野球スピリッツ2010）（科樂美數位娛樂）
- 4月29日 潛龍諜影：和平先驅（科樂美數位娛樂）
- 7月15日 解说力量职业棒球2010（日语：実況パワフルプロ野球2010）（科樂美數位娛樂）
- 7月15日 LAST RANKER（CAPCOM）
- 7月29日 初音未來 -歌姬計劃- 2nd（世嘉公司）
- 7月29日 GA 藝術科美術設計班 Slapstick WONDERLAND（ラッセル）
- 8月26日 空戰奇兵：聯合攻擊（南夢宮萬代）
- 8月26日 魔物獵人日記：暖洋洋的貓貓村（CAPCOM）
- 8月26日 二世の契り（IDEA FACTORY）
- 9月16日 游☆戏☆王 Five Dice Tag Force 5（日语：遊☆戯☆王ファイブディーズ タッグフォース5）（科樂美數位娛樂）
- 9月22日 花歸葬（Prototype）
- 9月22日 真・恋姫†夢想 〜乙女繚乱☆三国志演義〜 呉編（Yeti（日语：イエティ (ゲームブランド)））
- 9月30日 K-ON!放課後LIVE!!（世嘉公司）
- 10月14日 核石之王（日语：ロード オブ アルカナ）（史克威爾艾尼克斯）
- 10月16日 DJMAX Portable 3 (Pentavision)
- 10月28日 真・恋姫†夢想 〜乙女繚乱☆三国志演義〜 魏編（Yeti）
- 11月25日 真・恋姫†夢想 〜乙女繚乱☆三国志演義〜 蜀編（Yeti）
- 12月1日 魔物獵人攜帶版3rd（CAPCOM）
- 12月23日 幸運☆星 ～陵櫻學園 櫻藤祭～（日语：らき☆すた 〜陵桜学園 桜藤祭〜）（角川書店）

### 2011年發售
- 2月10日 世界传说 光明神话3（日语：テイルズ オブ ザ ワールド レディアント マイソロジー3）（南夢宮萬代）

※括號內為發行商